# Lengronne
Lengronne é uma comuna francesa na região administrativa da Normandia, no departamento Mancha. Estende-se por uma área de 12 km². Em 2010 a comuna tinha 430 habitantes (densidade: 35,8 hab./km²).